# Adrienne Clarkson
Adrienne Louise Clarkson (født Poy), kinesisk: 伍冰枝 hakka: Ńg Pên-kî) (født 10. februar 1939 i Hongkong) er en canadisk journalist, diplomat og tidligere generalguvernør i Canada. Som generalguvernør repræsenterede hun monarken (dronning Elizabeth II) som canadisk statsoverhoved. Hendes familiebaggrund er fra hakkafolket, et af de største kinesiske minoritetsfolk. 
Clarkson ankom til Canada med sin familie i 1941 som flygtning fra Hong Kong, der var blevet besat af Det japanske kejserrige. Hun voksede op i Ottawa i Ontario. Hun fik en række universitetsgrader og arbejdede herefter ved Canadian Broadcasting Corporation (CBC) som producer og speaker og som journalist på forskellige magasiner. Hendes første diplomatiske opgave kom i begyndelsen af 1980'erne, hvor hun promoverede kultur fra Ontario i Frankrig og det øvrige Europa. 
Hun blev udpeget som generalguvernør i 1999, hvor hun afløste Roméo LeBlanc. Hun besad posten indtil 2005, hvor posten blev overtaget af Michaëlle Jean. Udpegningen af Clarkson som generalguvernør var populær i begyndelsen af hendes embedsperiode, men hendes embedsperiode var kontroversiel, primært på grund af hendes forbrug af offentlige midler og hendes noget anti-monarkistiske holdning til embedet.

## Eksterne links
- Wikimedia Commons har flere filer relateret til Adrienne Clarkson